# Лицензионный договор
Лицензио́нный догово́р — средство «распоряжения исключительным правом»; гражданско-правовой договор, по которому «одна сторона — обладатель исключительного права на результат интеллектуальной деятельности или на средство индивидуализации (лицензиар) — предоставляет или обязуется предоставить другой стороне (лицензиату) право использования такого результата или средства в предусмотренных образцом лицензионного договора пределах.». Следовательно, в лицензионном договоре могут предоставляться авторские, патентные, смежные, а также другие права.

## Лицензионный договор в законодательстве
Лицензионный договор может быть исключительным и не исключительным, то есть договором «предоставления лицензиату права … с сохранением за лицензиаром права выдачи лицензий другим лицам»

## Заключение лицензионного договора
Ст. 1225 Охраняемые результаты интеллектуальной деятельности и средства индивидуализации ГК РФ даёт полный перечень охраняемых объектов интеллектуальной собственности, в число которых входят программы для ЭВМ (далее ПО) и базы данных. Для целей приобретения и дальнейшего использования ПО необходимо заключение нужного вида лицензионного договора на её использование. Следовательно, сегодня правом пользования ПО обладают лишь те граждане и юридические лица, которые заключили один из возможных лицензионных договоров или сублицензионных договоров, либо договор присоединения. Договор присоединения, в отличие от лицензионного договора, как правило, изложен на упаковке экземпляра ПО, либо при установке запрашивается согласие пользователя; в соответствии со ст. 1286 «Лицензионный договор о предоставлении права использования произведения» ГК РФ началом использования ПО считается согласие на заключение такого договора и на тех условиях, которые указаны на упаковке экземпляра.
В зависимости от способа заключения лицензионный договор может быть:
- договором присоединения — договором, условия которого «изложены на приобретаемом экземпляре такой программы или базы данных либо на упаковке этого экземпляра.»[4];
- заключённым в письменной форме. Несоблюдение письменной формы или требования о государственной регистрации влечет за собой недействительность лицензионного договора.

## Виды лицензионных договоров
В области промышленной собственности:
1. Лицензия на изобретение.
2. Лицензия на полезную модель.
3. Лицензия на промышленный образец.
4. Лицензия на товарный знак.
5. Лицензия о передаче ноу-хау.
6. Иные виды.

В области авторского и смежных прав:
1. Авторские и лицензионные договоры.
2. Авторский договор заказа.
3. Договор об использовании программ для ЭВМ и баз данных.
4. Об использовании фонограмм.
5. Об использовании эфирных и кабельных передач.
6. Иные виды.

## Ответственность за нарушение лицензионного договора
За несоблюдение лицензионного договора, повлекшего возникновение правонарушения, наступает гражданско-правовая (статьи 1250, 1252, 1253, 1301 и 1311 ГК РФ), уголовная (статья 146 УК РФ) и административная (статья 7.12 КоАП РФ) ответственность.